# Héctor Dairo Fuentes
Héctor Dairo Fuentes, född den 19 maj 1988, är en kubansk friidrottare som tävlar i tresteg.
Fuentes var framgångsrik som junior och vann 2005 VM-guld för ungdomar i tresteg då han hoppade 16,63. Som senior deltog han vid Olympiska sommarspelen 2008 där han slutade sist i finalen med ett hopp på 16,28 meter.

## Personliga rekord
- Tresteg - 17,43 meter